# 高松市立牟礼中学校
高松市立牟礼中学校（たかまつしりつ むれちゅうがっこう）は、香川県高松市牟礼町牟礼にある市立中学校。

## 概要
高松市北東部の郊外地域に位置する中学校である。

## 学校データ
- 生徒数：382人（2025年度時点[1]）

学校施設（2010年5月1日時点）
- 普通教室：20教室
- 特別教室：21教室
- 校舎面積：7217m2
- 体育館面積：1055m2

服装規定
- 制服：あり（通年必用）
- 防寒着=着用可能(規則あり)

部活動
- バスケットボール男子
- バスケットボール女子
- バレーボール男女
- バドミントン女子
- 陸上男女
- 野球男女
- サッカー男女
- ソフトテニス男子
- ソフトテニス女子
- 剣道男女
- 卓球男子
- 卓球女子
- 吹奏楽男女
- 美術男女
- 柔道男女→令和6年度より地域クラブへ

## 歴史

### 年表
- 2006年（平成18年）1月10日 - 高松市立牟礼中学校と改称。

### 全校生徒数の推移
牟礼中学校の生徒数は横ばいか微増傾向にある。
- 2006年度：465人
- 2007年度：500人（+35人）
- 2008年度：498人（-2人）
- 2009年度：522人（+24人）
- 2010年度：499人（-23人）
- 2011年度：526人（+27人）

## 教育目標
主体性の育成を図り、人間性豊かで心身ともにたくましい実践力のある生徒の育成。
- 確かな学力を付ける。
- たくましい心身と気力を養う。
- 豊かな心を育てる。

## 通学区域
通学区域は高松市牟礼地区の全域。
- 高松市
  - 牟礼町原
  - 牟礼町大町
  - 牟礼町牟礼

## 進学前小学校
- 高松市立牟礼小学校
- 高松市立牟礼北小学校
- 高松市立牟礼南小学校
- 高松市立牟礼北小学校

## 交通
- ことでん志度線大町駅より徒歩6分（0.5km）
- JR高徳線八栗口駅より徒歩10分（0.8km）

## 出身者
- 渡邊雄太（プロバスケットボール選手、千葉ジェッツふなばし所属）
- 富田龍（プロ野球選手）
- 田尾佳祐（サッカー選手、カマタマーレ讃岐）